# Elza Temary
Elza Temary [Elsa Temary] (Imperio austrohúngaro, 12 de febrero de 1905 – Tucson, Arizona; 16 de febrero de 1968) fue una actriz de cine húngara.

## Vida personal
Elza Temary nació como Elza Klecker en Timișoara, Austria-Hungría.
Después de su activa carrera cinematográfica centrada en Berlín, Alemania, que parece haber terminado abruptamente cuando Hitler tomó el poder, Elza se casó con el fotógrafo de vida silvestre / socialite Philip Chancellor y se trasladó a Montecito, California, junto a Santa Bárbara. Así consta en la esquela matrimonial de una iglesia londinense. Sin embargo, se anunció a la prensa que era "Elza Tennair".
Como Elza Chancellor, apareció ocasionalmente en la prensa como mujer de la alta sociedad y como esposa de Philip. Más tarde, los Chancellor se trasladaron a Los Ángeles y, en 1937, a Beverly Hills.
En 1937-38, Philip, el esposo de Elza, fue testigo en un juicio en el que un hombre británico, presunto nazi, supuestamente intentaba extorsionar a Philip y utilizar ese dinero para supuestamente financiar el asesinato de 24 judíos prominentes de Hollywood. Al acusado se le permitió salir rápidamente del país y regresar a Inglaterra. 
Tras la Segunda Guerra Mundial, los cancilleres se divorciaron y Elza se casó más tarde con un tal Sr. Splane y se trasladó a Tucson, Arizona.

## Filmografía seleccionada
- The Clever Fox (1926)
- Watch on the Rhine (1926)
- A Sister of Six (1926)
- Superfluous People (1926)
- Our Daily Bread (1926)
- The Mistress of the Governor (1927)
- The Girl with the Five Zeros (1927)
- The Beggar of Cologne Cathedral (1927)
- Chance the Idol (1927)
- The Case of Prosecutor M (1928)
- Adam and Eve (1928)
- Dangers of the Engagement Period (1930)
- Busy Girls (1930)
- Helene Willfüer, Student of Chemistry (1930)
- A Crafty Youth (1931)
- Rasputin, Demon with Women (1932)
- Under False Flag (1932)
- Chauffeur Antoinette (1932)